# 3D temps réel
 (novembre 2018).
Si vous disposez d'ouvrages ou d'articles de référence ou si vous connaissez des sites web de qualité traitant du thème abordé ici, merci de compléter l'article en donnant les références utiles à sa vérifiabilité et en les liant à la section « Notes et références ».

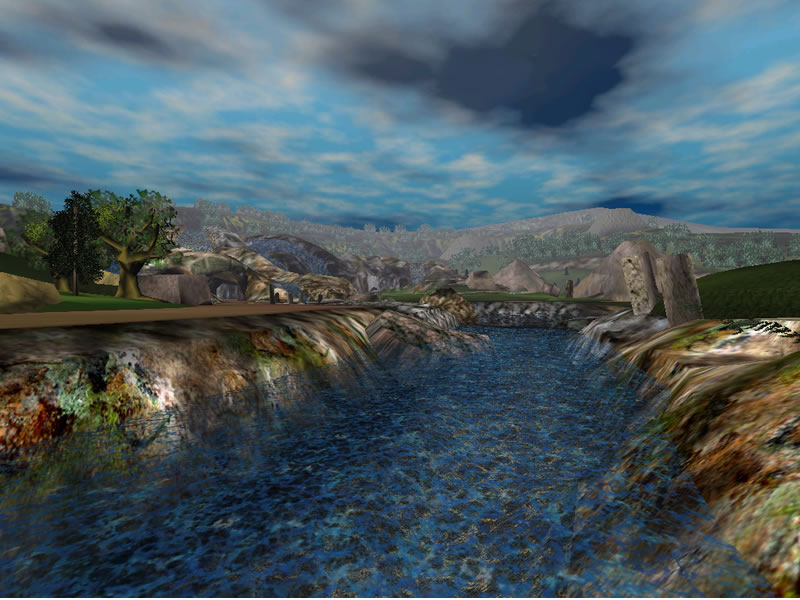
Rendu VR d'une rivière en 2000.

La 3D temps réel qui concerne l'imagerie de synthèse, est une méthode de représentation de données tri-dimensionnelles pour laquelle chaque image composant l'animation est rendue dans l'instant qui précède son affichage. La 3D temps réel ne doit pas être confondue avec les effets stéréoscopiques (relief en trois dimensions, même s'il est possible de faire de la 3D temps réel en relief), ni avec un système temps réel pour lequel le respect des contraintes temporelles et au moins aussi important que le résultat.
La vitesse de rendu doit permettre une animation fluide. La 3D temps réel s'oppose à la 3D précalculée dans la mesure où le rendu des données 3D est immédiat. Le temps de rendu en 3D temps réel est imperceptible, il doit être inférieur à la persistance rétinienne, ce qui explique le besoin de l'accélération matérielle, en glide, en OpenGL, en Direct3D, de moteurs 3D mettant en œuvre des algorithmes optimisés, mais également de nombreux prétraitements sur les scènes 3D.
Le rendu des données 3D s'effectue directement sur le périphérique d'affichage, contrairement à la 3D précalculée où le rendu est une vidéo.
Les formats de la 3D temps réel comportent des données 3D (géométrie, texture, animation) et un scénario prédéfini ou interactif (scripts).
La 3D temps réel permet de ce fait un grand degré d'interactivité : possibilités d'immersion, de contrôle d'animation, d'interactivité avec la scène 3D…
La 3D temps réel est au cœur d'applications telles que le jeu vidéo, la visite virtuelle, la simulation, la visualisation et la conception CAO/CFAO, la 3D pour le web (« Web3d »), etc.

## Prétraitements
Afin d'améliorer la fluidité de rendu, les scènes 3D, parfois issues d'une maquette numérique, peuvent nécessiter une préparation en amont de la visualisation, comme la simplification des géométries et le précalcul des éclairages.

### Simplification des géométries
Le temps de rendu d'une scène 3D dépend considérablement de la finesse du maillage, c'est-à-dire du nombre de triangles à afficher par la Carte graphique.
Si l'on dispose des données CAO, il est possible de configurer le mailleur à un certain niveau de qualité afin d'ajuster ce nombre de polygones (voire de générer plusieurs maillages de qualités différentes pour des LOD).
Il est également possibles de travailler directement sur des maillages, en appliquant des algorithmes de simplification de maillage (décimation, idéalisation, suppression de sous-parties non visibles…).

### Précalcul des éclairages
Le calcul des éclairages réalistes nécessite des algorithmes coûteux comme le ray tracing ou l'illumination globale.
Cette étape peut dans le cas d'objets non animés (par exemple une salle) être précalculée. Les résultats de ces calculs peuvent alors être stockés dans des textures ou en tant que couleurs aux sommets des maillages.

## Logiciels

### 3D temps réel
- 3DVIA Studio
- 3DVIA Virtools
- Blender
- Director
- CryEngine
- EON Studio
- Enscape
- Lumion3D
- Lumiscaphe
- Marmoset Toolbag
- NOVA 2010
- OpenSpace3D
- Quest3D
- Shiva
- Torque Game builder
- Twinmotion
- Unity
- Unreal Engine
- WireFusion
- Autodesk

### Traitement des géométries
- Blender de la Blender Foundation
- 3D Turbo de iluac software
- Maya d'Autodesk
- 3ds Max d'Autodesk
- GPure de DeltaCAD

### Précalcul d'éclairages
- Mental Ray de Mental Images GmbH
- POV-Ray est un gratuiciel
- YafaRay est un Logiciel libre
- Beast Moteur de rendu précalculé utilisé par le moteur temps réel Unity